# Ziegelbrücke
Ziegelbrücke (toponimo tedesco) è una frazione di 510 abitanti del comune svizzero di Glarona Nord, nel Canton Glarona, e in piccola parte di quello di Schänis, nel Canton San Gallo (distretto di See-Gaster).

## Geografia fisica
Ziegelbrücke si estende sulle due sponde della Linth: la maggior parte del centro abitato si trova a sud del fiume, nel comune di Glarona Nord, ma la sua stazione ferroviaria e altri edifici sorgono a nord, nel comune di Schänis.

## Storia
Già frazione del comune di Niederurnen, il 1º gennaio 2011 è stata con questo accorpato agli altri comuni soppressi di Bilten, Filzbach, Mollis, Mühlehorn, Näfels, Oberurnen e Obstalden per formare il nuovo comune di Glarona Nord; la piccola porzione settentrionale appartiene al comune di Schänis fin dalla sua istituzione nel 1798.

## Economia

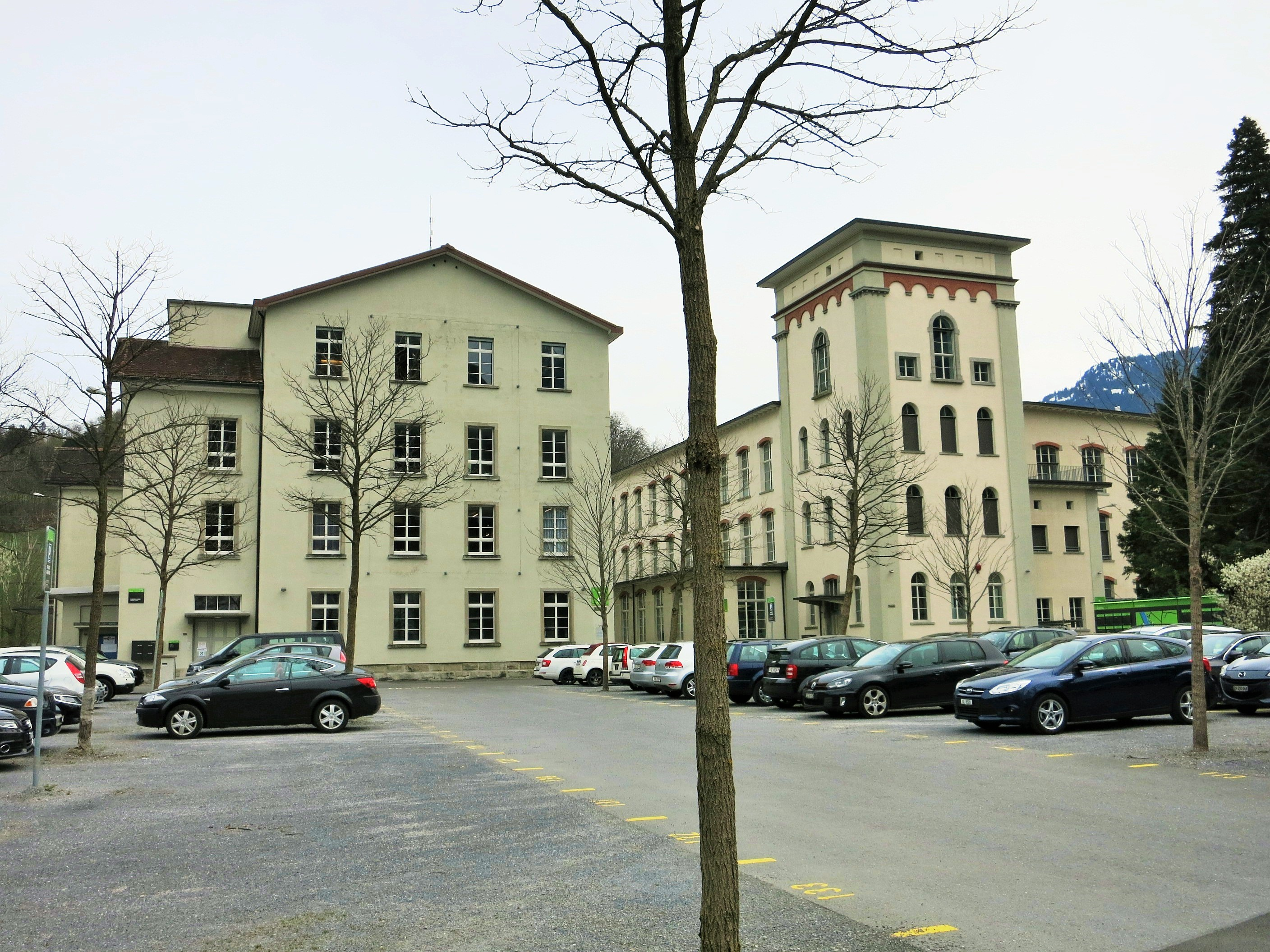
La sede della Fritz & Caspar Jenny AG

Ziegelbrücke è un rilevante insediamento industriale; vi aveva sede l'azienda tessile Fritz & Caspar Jenny AG.

## Infrastrutture e trasporti
Ziegelbrücke è servito dall'omonima stazione ferroviaria, capolinea delle linee per Rapperswil (linea S6 della rete celere di San Gallo), per Zurigo (linee S2 e S25 della rete celere di Zurigo), per Linthal (linea S25 della rete celere di Zurigo, linea S6 della rete celere di San Gallo) e per Sargans (linea S4 della rete celere di San Gallo).